# Бентик, Юрая
Юрая Д. Бентик (англ. Uriah D. Bentick; род. 5 февраля 1989 года, Порт-оф-Спейн, Тринидад и Тобаго) — тринидадский футболист, защитник.

## Карьера
Бентик начал серьёзно заниматься футболом в США, куда уехал получать образование. Во время обучения в Университете Либерти в 2009—2012 годах играл в университетской футбольной команде. На дополнительном драфте MLS 2013 Бентик был выбран клубом «Филадельфия Юнион», однако его пребывание в команде ограничилось предсезонным сбором. В апреле 2013 года заключил контракт с клубом лиги USL Pro «Уилмингтон Хаммерхэдс». В 2014 году выступал за клуб Североамериканской футбольной лиги «Каролина Рэйлхокс». Первую половину 2015 года тринидадский защитник провёл на родине, играя за команду «Сентрал». Во второй половине 2015 года выступал за «Ричмонд Кикерс» в USL. В 2016—2017 гг. играл в NPSL.
В 2009 году провёл три игры за молодёжную сборную Тринидада и Тобаго. Сыграл один матч за олимпийскую сборную (в предварительном раунде отборочного турнира зоны КОНКАКАФ к Олимпиаде в Лондоне против сборной Доминики 24 июля 2011 года). В марте 2015 года Юрая Бентик был вызван в сборную Тринидада и Тобаго на товарищеский матч со сборной Панамы, но на поле не вышел, оставшись на скамейке запасных.